# Eubranchus linensis
Éolis de verre
Espèce
Eubranchus linensis, l’Éolis de verre, est une espèce de nudibranches, un mollusque gastéropode marin de la famille des Eubranchidae.

## Répartition
Cette espèce a été décrite à Tarifa, en Espagne. Elle a depuis été signalée aux Pays-Bas et au Portugal, puis à l'ile de Ré en 2025.

## Systématique
Le nom valide complet (avec auteur) de ce taxon est Eubranchus linensis García-Gómez, Cervera & F. J. García, 1990.
Ce taxon porte en français le nom vernaculaire ou normalisé suivant : Éolis de verre.
Certaines sources classent cette espèce sous le taxon Amphorina linensis qui est considéré comme invalide par le WoRMS.
D'autres espèces d’Eubranchus ont été transférées au genre Amphorina (en) en 2020, genre considéré comme synonyme junior par le WoRMS.
Eubranchus linensis a pour synonyme :
- Amphorina linensis (García-Gómez, Cervera & F. J. Garcia, 1990)

### Publication originale
- (en) J.C. Garcia-Gomez, J.L. Cervera et F.J. Garcia, « Description of Eubranchus linensis new species (Nudibranchia), with remarks on diauly in nudibranchs », Journal of Molluscan Studies, Royaume-Uni, vol. 56,‎ 1990, p. 585-593 (ISSN 0260-1230, e-ISSN 1464-3766).